# Yochlia brevis
Yochlia brevis är en insektsart som beskrevs av Nielson 1979. Yochlia brevis ingår i släktet Yochlia och familjen dvärgstritar. Inga underarter finns listade i Catalogue of Life.